# Diabolicamente tua
Diabolicamente tua (Diaboliquement vôtre) è un film del 1967 diretto da Julien Duvivier, nonché la sua ultima pellicola.

## Trama
Un uomo, coinvolto in un incidente stradale, si risveglia in una sala d'ospedale completamente privo di memoria. Gli viene detto di chiamarsi George Campo e di essere il marito di Christine. Viene riportato dalla donna e dall'amico medico Freddie nella sua villa, da cui non potrà uscire finché non sarà guarito. Ogni notte George viene tormentato da dei brutti incubi, dove a incuriosirlo maggiormente è un nome ricorrente: Pierre Lagrange.

## Accoglienza

### Critica
(Achille Valdata su La Stampa del 2 settembre 1968)

## Riconoscimenti
- 1968 – Bambi
  - Migliore attrice a Senta Berger